# Université de Toulouse (1229-1969)
Cet article concerne l'université de Toulouse qui a existé entre 1229 et 1793 et entre 1896 et 1969. Pour les pages sur les universités actuelles, voir Université de Toulouse (2025), Université Toulouse-Capitole et Université Toulouse-Jean-Jaurès.
Ne doit pas être confondu avec Institut catholique de Toulouse.
Pour la ComUE, voir Communauté d'universités et établissements de Toulouse
L’université de Toulouse était l’une des plus importantes et des plus anciennes universités médiévales françaises. Elle fut fondée en 1229 par le comte de Toulouse, Raimond VII, à la suite du traité de Meaux. Supprimée à la Révolution, en 1793, elle fut refondée en 1896 dans le cadre de la réorganisation de l'enseignement supérieur. Elle disparut finalement en 1969 en donnant naissance aux trois universités toulousaines actuelles : l'université Toulouse-I-Capitole, l'université Toulouse-II-Jean-Jaurès et l'université Toulouse-III-Paul-Sabatier, ainsi qu'à l'institut national polytechnique de Toulouse.

## Histoire

### Origines
Toulouse est, pendant toute la Basse Latinité, un foyer d'études des lettres représenté  par un certain nombre de rhéteurs, comme Virgile Maro, qui prenaient comme pseudonyme dans leurs controverses le nom d'anciens auteurs grecs et latins pour former au début du VIIe siècle un centre académique appelé l'« École de Toulouse », réputé pour ses travaux de déconstruction de la grammaire jusqu'à rendre la langue complètement inintelligible aux profanes, et dont l'existence à Toulouse est encore attestée par Abbon de Fleury. On retrouve une multitude d'œuvres de Pseudo-Cicéron, de Pseudo-Horace, de Pseudo-Caton ou de Pseudo-Énée, ce dernier relatant le siège et le pillage de Toulouse en 584 par Gondovald, mais sous le masque de celui de Rome par le phrygien Bastus. Cette école d'ésotérisme et de jargon aura une influence jusque dans les monastères d’Irlande et d'Angleterre où L’Énéide de Virgile Maro, qui y serait venu, aurait servi de modèle à La Navigation de saint Brendan, et où le moine irlandais Clémens, contemporain de Charlemagne, composera un traité des parties du discours dans lequel il insère de longs extraits d'un Pseudo-Virgile de Toulouse.
Par la suite, une école carolingienne de rhétorique existe au cloître Saint-Sernin jusqu'au XIIe siècle, et une autre est créée à la cathédrale Saint-Étienne au XIe siècle. Elles assurent la formation des clercs nécessaires à l'administration comtale et épiscopale, sans être un foyer intellectuel important. Entre 1215 et 1217, des théologiens extérieurs à Toulouse viennent y donner des cours que suivent Dominique de Guzmán et ses condisciples.

### Moyen Âge et période moderne: l'université corporative

#### Fondation
La fondation de l'université de Toulouse (Universitas magistrorum et scholarium Tolosensis, « Communauté des maîtres et des élèves de Toulouse » en latin), est liée à l'application du traité de Meaux-Paris, imposé en 1229 au comte de Toulouse, Raimond VII, par le roi de France, Louis IX, pour mettre fin à la croisade contre les Albigeois. Le comte est contraint d'entretenir pendant dix ans, pour la somme de 4 000 marcs d'argent, quatorze maîtres : quatre de théologie, deux de droit canonique, six d'arts libéraux et deux de grammaire (de). À l'initiative du cardinal Romain de Saint-Ange, l'université toulousaine est pensée comme un moyen de combattre l'hérésie cathare dans le Midi de la France. 
L'enseignement est fait par des maîtres venant d'autres villes, principalement recrutés dans la jeune université de Paris, tels Jean de Garlande, qui rédige en 1229 un prospectus des études appelant les maîtres et les écoliers du Nord à venir y étudier. Les Frères Prêcheurs – ou dominicains – sont particulièrement actifs, tels Roland de Crémone, Jean de Saint Albans et Laurent l'Anglais,. C'est d'ailleurs en 1230 qu'est entreprise la construction de l'église et du cloître du couvent des Jacobins où l'université de Toulouse tient ses réunions et ses assemblées,. 
Mais l'université de Toulouse rencontre rapidement des difficultés. Le comte, Raimond VII, rechigne à payer les salaires des maîtres parisiens. Surtout, dans un contexte marqué par les malheurs et les destructions de la croisade, la population reste hostile à l'arrivée de ces hommes du Nord, qui se font remarquer par la brutalité de leurs discours et de leurs actes. En 1231, Roland de Crémone, accompagné de religieux, fait exhumer et brûler le corps d'un homme suspect d'hérésie, provoquant la colère de la population et des consuls de la ville. En 1234, c'est au tour de Jean de Saint Albans de quitter la ville. Dans ce contexte, la jeune université toulousaine reçoit le soutien de l'évêque, Foulques, et surtout des papes, qui veulent favoriser son développement en lui donnant ses premiers statuts. Grégoire IX, par la bulle Olim operante illo de 1233, et Innocent IV, par la bulle In civitate Tolosana de 1245, donnent aux écoles toulousaines la même organisation, les mêmes statuts et les mêmes privilèges que ceux qu'a reçus l'université de Paris,. L'université est placée sous la protection directe du pape et bénéficie d'une large autonomie, dans son administration et son enseignement (choix des professeurs, programmes, modalités d'examens, collation des grades).

#### Développement
L'université complète son organisation en se donnant des statuts généraux en 1311, 1313 et 1314, et des statuts particuliers pour la faculté des arts en 1309, celle de droit en 1314, celle de théologie en 1366, 1374, 1380 et 1389. Un enseignement de médecine était donné au sein de la faculté des arts, et ne devint une faculté indépendante qu'au XVe siècle. En 1323, Toulouse est devenue un foyer littéraire assez brillant pour que soit créé le Consistoire du Gai Savoir, plus ancienne société littéraire d'Europe, que Louis XIV transformera quelques siècles plus tard en académie royale sous le nom d'Académie des Jeux floraux,.
Le 16 juin 1368, le pape Urbain V autorise les Dominicains à transférer à Toulouse le corps de Thomas d'Aquin, philosophe de l'école scolastique qui avait proposé une synthèse entre lettres profanes et lettres sacrées, entre la pensée d'Aristote et la Bible, et proposé d'articuler la raison et la foi.
L'université de Toulouse compte donc à la fin du Moyen Âge quatre facultés, :
- Faculté de théologie,
- Faculté des arts,
- Faculté de médecine,
- Faculté de droits (canonique puis civil).

#### L'université moderne et l'humanisme
La structure de l'université, composée de quatre facultés, reste inchangée durant l'époque moderne. En 1751, elle fusionne avec l’université de Cahors. À la même période est aussi fondée l'Académie royale de peinture, sculpture et architecture.
Dans le domaine de la science du droit, le XVIe siècle est un véritable âge d'or pour l'université de Toulouse. Un proverbe de l'époque illustre sa renommée :

« Paris pour voir, Lyon pour avoir, Bordeaux pour dispendre, et Toulouse pour apprendre. »

— Proverbe du XVIe siècle
En effet, l'université a su attirer des professeurs comme Jean Bodin, Étienne Dolet, Arnaud du Ferrier. Elle a ainsi donné plusieurs grands jurisconsultes comme Jacques Cujas, Pierre Grégoire, Jean de Boyssonné, Jean de Coras, Guillaume Duranti, Pierre du Faure de Sain-Jorry, Géraud de Maynard, Simon d'Olive du Mesnil, Jean de Cambolas, François de Boutaric, Jean-Baptiste Furgole, mais aussi de grands savants comme Pierre de Fermat ou Michel Servet, et des grands humanistes comme Michel de L'Hospital, François Rabelais, et probablement Michel de Montaigne.

#### Disparition
Par le décret de la Convention nationale du 15 septembre 1793, l'université de Toulouse est abolie et disparaît avec l'ensemble des universités de France,. L'année suivante ses biens sont confisqués et vendus comme biens nationaux.

### L'université auxXIXesiècleetXXesiècle

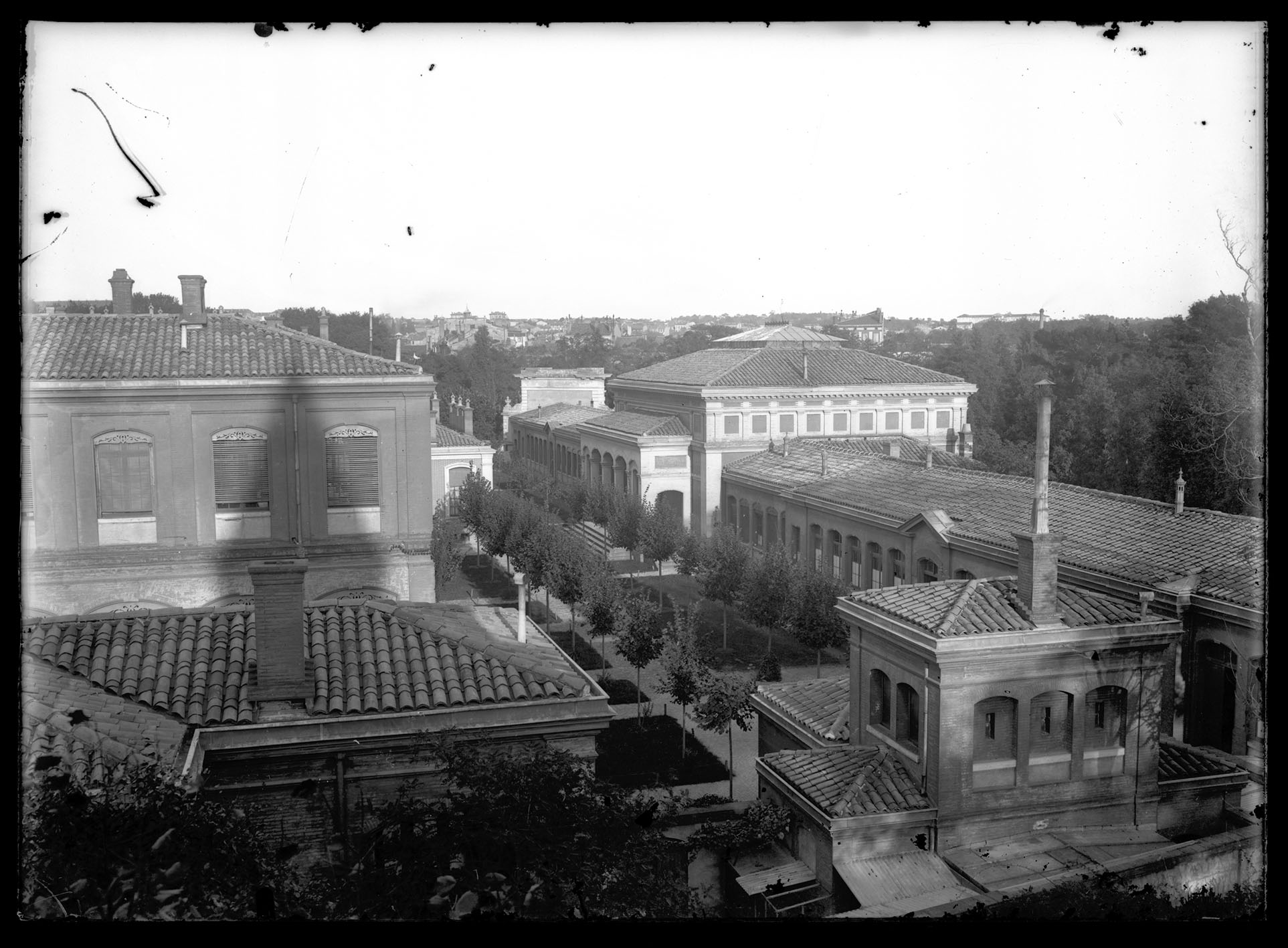
Les facultés des Sciences dans les années 1890.

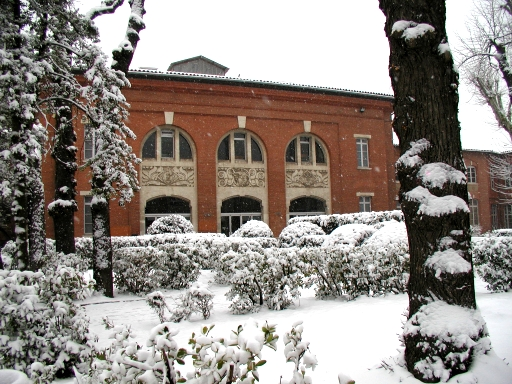
Les anciennes facultés de l'UT1 datant du XIXe siècle.

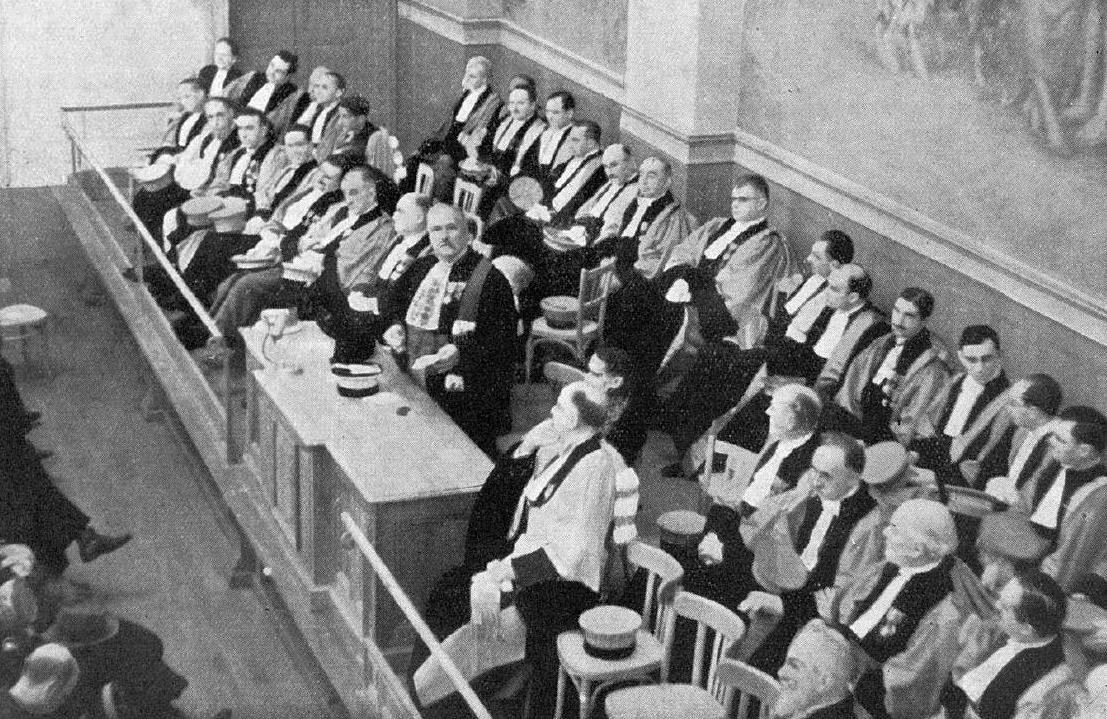
La séance solennelle de rentrée 1936 des Facultés de Droit et des Lettres de Toulouse.

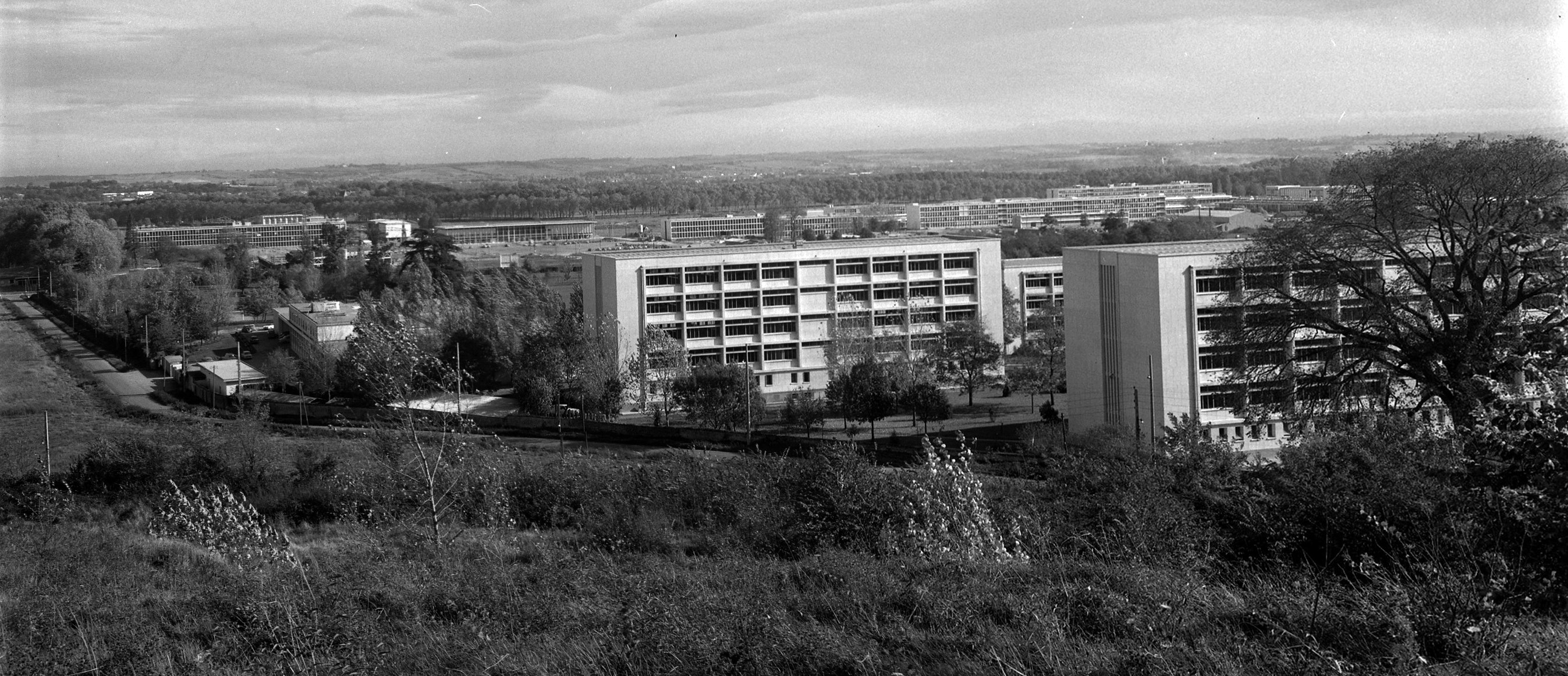
Le complexe scientifique de Rangueil en 1963.

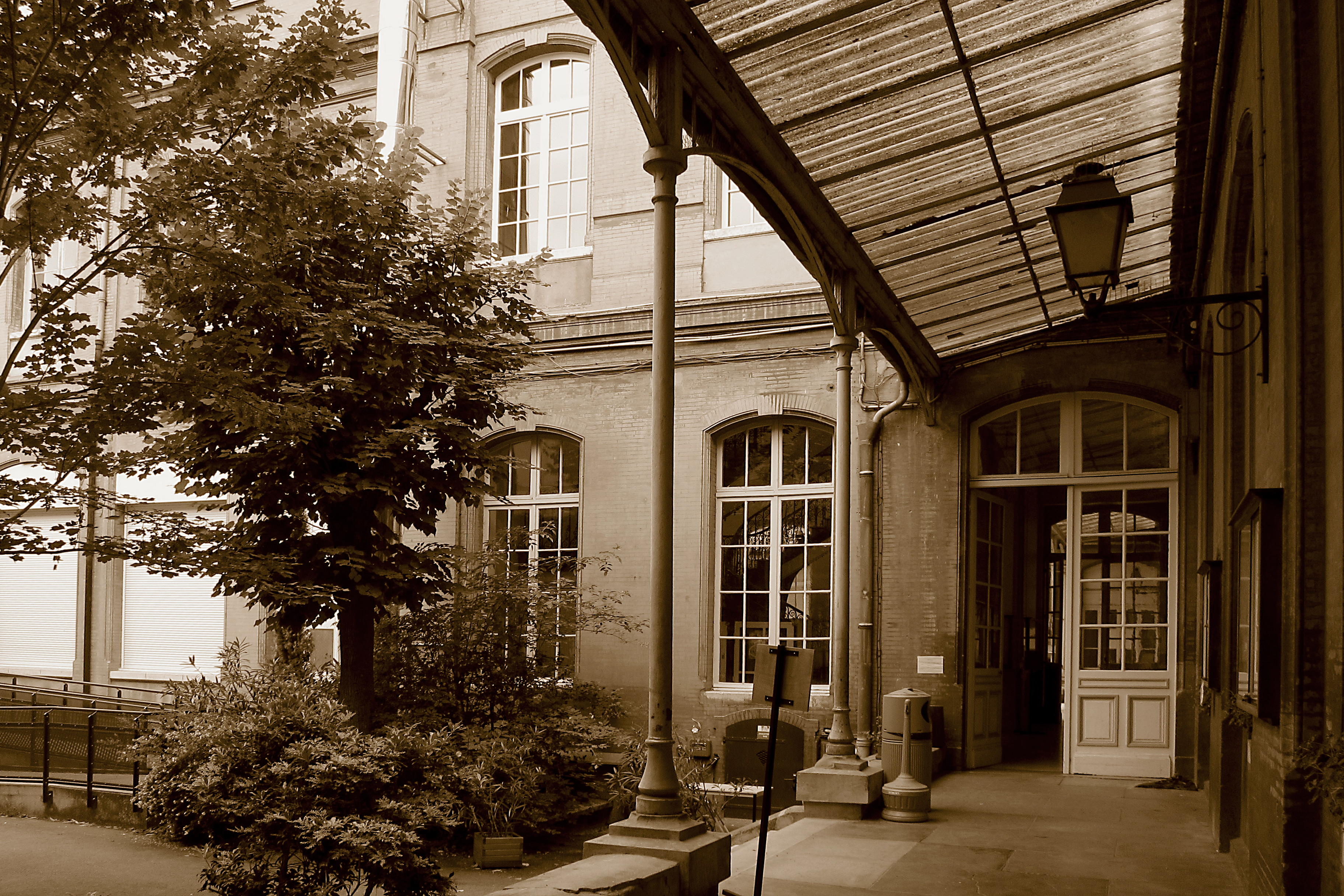
La faculté de Médecine de Purpan.

#### Empire et Restauration
En 1794, on institue à Toulouse un institut pluridisciplinaire d'enseignement supérieur, nommé Institut Paganel. Cet institut devient en 1795 l’école centrale de Toulouse tandis que l'école de médecine prend son autonomie,. Napoléon institue en 1804 une école de droit, qui prend le titre de faculté de droit après le décret de 1808 organisant l'Université impériale. L'école centrale disparaît alors que sont créées successivement une faculté de médecine (1808), une faculté de théologie catholique (1809), la faculté de lettres de Toulouse (1809) et la faculté des sciences de Toulouse (1810). La faculté de théologie catholique disparaît en 1843.

#### Troisième République
La loi Wallon du 12 juillet 1875 établit la liberté de l'enseignement supérieur et autorise la création d'ensembles de facultés libres qui peuvent prendre le nom d'université. S'ensuit le mouvement de fondation des universités catholiques dans plusieurs grandes villes de province. En 1877 est fondé l'Institut catholique de Toulouse, dans la filiation de l'ancienne université médiévale, cette appellation étant alors abandonnée dans le public. Néanmoins, dans le contexte des réformes laïques du ministère Jules Ferry, la loi du 18 mars 1880 interdit formellement l'usage du nom d'université par les établissements privés d'enseignement supérieur, et réaffirme le monopole de l'État pour délivrer les diplômes. La liberté de l'enseignement supérieur et de ses formations n'est pas remise en cause.
Le rapprochement entre les facultés d'État est alors envisagé pour recréer les universités. En 1893, l'enseignement supérieur toulousain devient un « corps de facultés », puis en 1896 l'université de Toulouse est recréée par regroupement des quatre facultés ainsi que de la faculté de théologie protestante de Montauban, créée en 1808 puis transférée à Montpellier en 1919,.
Des écoles d'ingénieurs sont créées par ailleurs :
- l'Institut d’électrotechnique et de mécanique appliquée de l’université de Toulouse créé en 1907 par la mairie de Toulouse, qui devient en 1948 l'école nationale supérieure d’électrotechnique et d’hydraulique de Toulouse (ENSEEIHT)[38],
- l'Institut agricole de l’université de Toulouse créé en 1909 par Paul Sabatier, doyen de la faculté des sciences de Toulouse, qui devient en 1948 l'École nationale supérieure agronomique de Toulouse (ENSAT)[39],
- l'Institut de chimie de Toulouse créé en 1906 par Paul Sabatier, qui devient en 1953 l'école nationale supérieure de chimie de Toulouse[40]. Cet institut s'ouvre aux femmes en 1908, et est sans doute la première école d'ingénieur en France à accepter les étudiantes[41],
- l'institut de génie chimique créé en 1949, qui deviendra l'école nationale supérieure des ingénieurs en génie chimique  (ENSIGC) en 1985[42].
- l'institut d'études politiques de Toulouse (Sciences Po Toulouse) a été créé en 1948[43].
- L'Unité pédagogique d'architecture (UPA de Toulouse), émanation d'une longue tradition d'enseignement à Toulouse depuis l'Académie royale (1751), a été établie à la suite des événements de mai 1968. Elle a été renommée en 2005 École nationale supérieure d'architecture (ENSA de Toulouse).

#### La scission de l'université

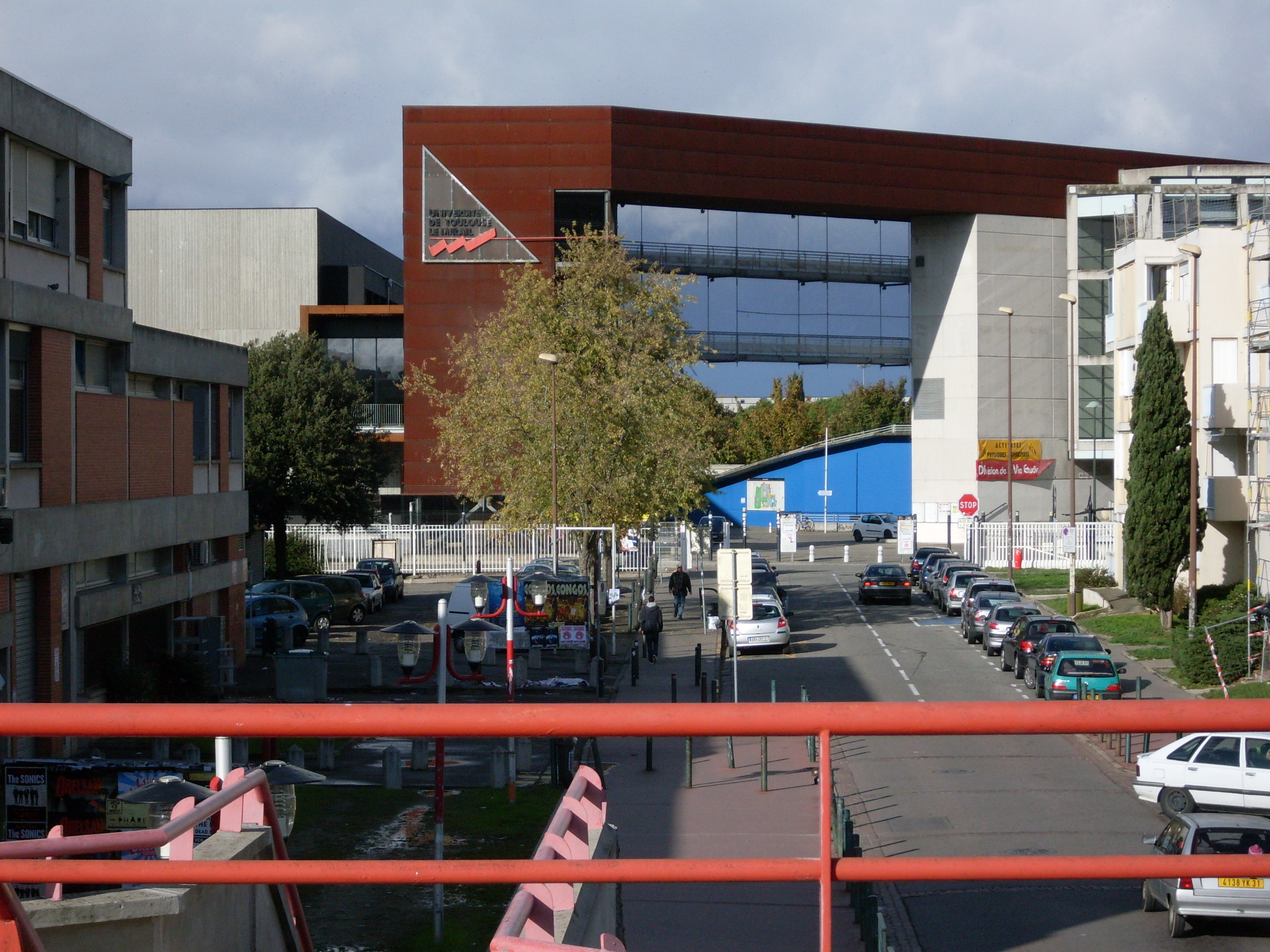
L'entrée de l’université Toulouse II-Jean-Jaurès en 2009.

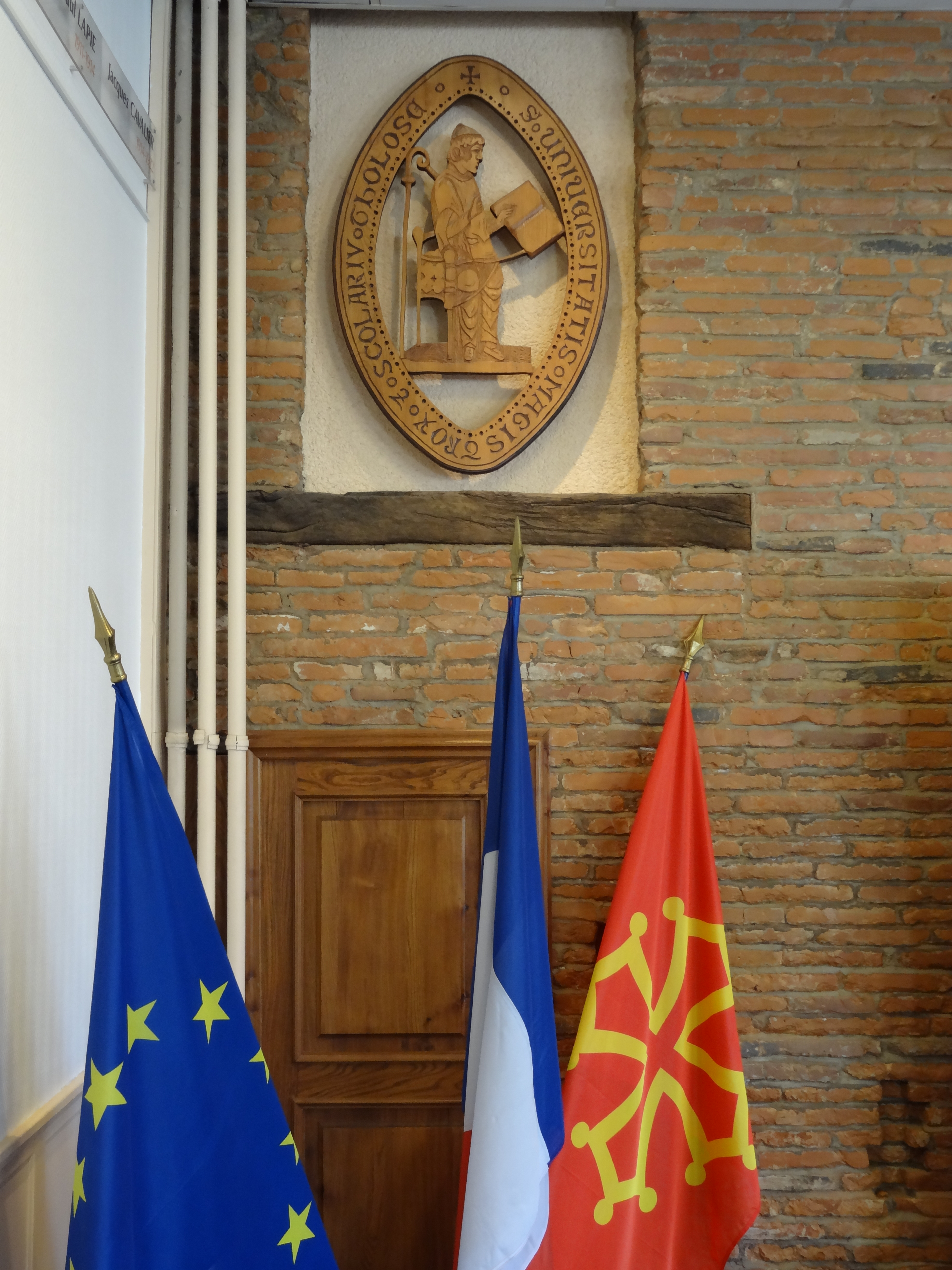
Le sceau de l'université de Toulouse jusqu'en 2015.

Après la loi Faure de 1968, l'université de Toulouse se scinde en quatre en 1969,,,, :
- L'université de Toulouse I- Sciences Sociales (Université Toulouse I Capitole de 2009 à 2022[49] ; Université Toulouse Capitole depuis 2023[50]), spécialisée dans le droit, l'économie et la gestion, et qui comprend environ 21 000 inscrits en 2018[51],
- L'université de Toulouse II-Le-Mirail (université de Toulouse-II-Jean-Jaurès depuis 2014), spécialisée dans les lettres, les sciences humaines et sociales, qui comprend près de 27 000 étudiants en 2018[51],
- L'université de Toulouse III-Paul-Sabatier (UT3) est spécialisée dans la médecine, la pharmacie, la chirurgie-dentaire, ainsi que les mathématiques, les sciences physiques, la chimie, la biologie, les sciences de la Terre et de l'Univers; il s'agit de la plus importante université de Toulouse avec plus de 31 000 étudiants en 2018[51],
- L'institut national polytechnique de Toulouse (Toulouse INP) qui regroupe au moment de sa création les quatre écoles nationales supérieures d'ingénieurs citées dans le précédent paragraphe mais qui comporte en 2018 trois écoles internes (ENSEEIHT, ENSAT et ENSIACET)[52] ainsi que trois écoles associées (ENIT[53], Purpan[54] et ENM[55]), pour près de 6 500 élèves[51].

L'Institut d'études politiques de Toulouse devient autonome en 1989.

### Les évolutions auXXIesiècle

#### Rapprochements
Dans le cadre de leur candidature pour devenir une initiative d'excellence, les universités Toulouse-I, Toulouse-II et Toulouse-III, ainsi que Toulouse INP et l'INSA de Toulouse souhaitent fusionner et créer une nouvelle Université de Toulouse. En 2007, le regroupement d'universités et d'écoles se fait en 2007 sous le statut de PRES. Le 1er juillet 2015, l'établissement se transforme en la COMUE nommée Université fédérale de Toulouse-Midi-Pyrénées le 1er juillet 2015. Au 1er janvier 2023, l'établissement obtient le statut de ComUE expérimentale et est renommé Université de Toulouse. Elle regroupe 31 établissements membres (23 établissements d'enseignement supérieur, 1 CHU, 7 organismes de recherche), 143 laboratoires de recherche pour plus de 17 000 personnels et 100 000 étudiants.    

#### Occupation en 2018
À partir de décembre 2017, un mouvement d'opposition à Parcoursup et à la fusion entre les Universités Toulouse II Jean-Jaurès et Toulouse III Paul Sabatier conduit au blocage de l'université du 6 mars 2018 au 18 mai, date de son évacuation par la police,. L'Université demande alors le fichage des personnels grévistes « à titre préventif pour limiter toutes nouvelles perturbations ».

## Patrimoine

### Patrimoine scientifique
Dans l'université, il existe une UMR appelée Institut de pharmacologie et de biologie structurale, liée au CNRS, qui aide à rechercher la tuberculose et autre maladies mycobacterielles.
L'observatoire astronomique du Pic du Midi de Bigorre et le musée associé sont rattachés à une UFR de Toulouse III Paul Sabatier,.